# Kołczygłowy
Kołczygłowy (deutsch Alt Kolziglow, früher Alt Colziglow, kaschubisch Kòłczëgłowë) ist ein Dorf im Powiat Bytowski (Bütower Kreis) der polnischen Woiwodschaft Pommern. Es ist Sitz der gleichnamigen Landgemeinde. 

## Geographische Lage
Das Kirchdorf liegt in Hinterpommern, etwa 30 Kilometer nördlich liegt die Stadt Słupsk (Stolp), etwa 20 Kilometer südöstlich die Nachbarstadt Bytów (Bütow). 
Die Landschaft wird von ausgedehnten Waldflächen geprägt.

## Geschichte

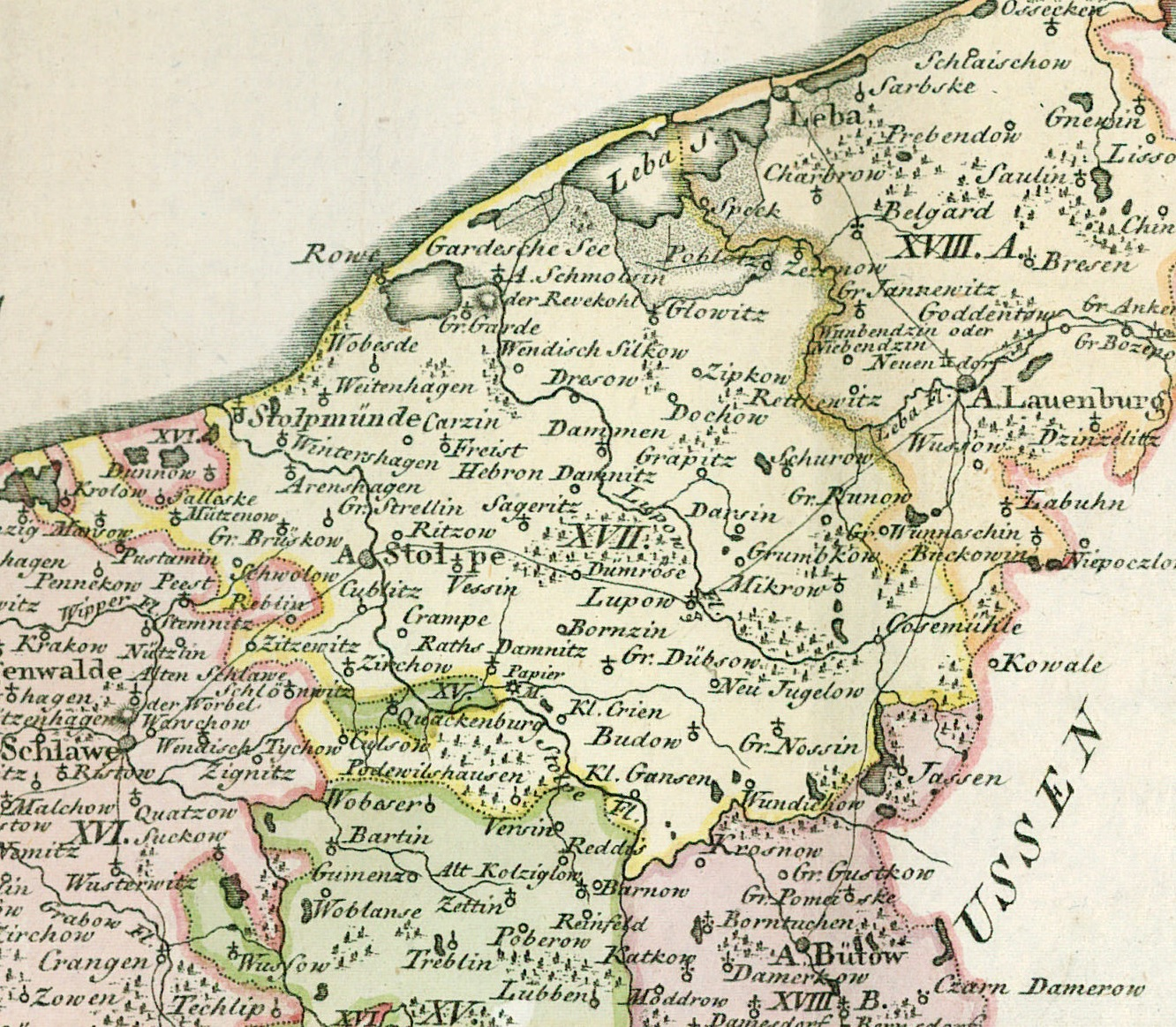
Alt Kolziglow, ostsüdöstlich von Schlawe und westnordwestlich von Bütow, auf einer Landkarte von 1794

Die erstmalige Erwähnung erfolgte 1374, als der pommersche Herzog Kasimir IV. Bronisius von Puttkamer die Obergerichtsbarkeit für den damals als Alt Kolziglow bezeichneten Ort verlieh. Die Familie von Puttkamer blieb auch in den folgenden Jahrhunderten die Herrschaft von Alt Kolziglow. Am 28. Juli 1847 fand in der Kirche von Alt Kolziglow die Trauung von Otto von Bismarck, dem späteren deutschen Reichskanzler, und Johanna von Puttkamer statt.
Bis 1637 gehörte Alt Kolziglow zum Herzogtum Pommern, kam dann bis 1657 unter polnische Herrschaft, ehe es danach in die Hände Brandenburgs kam. Im Zuge der preußischen Verwaltungsreform wurde der Ort 1816 in den Kreis Rummelsburg eingegliedert. 1885 wurden 375 Einwohner verzeichnet, 1910 waren es 440.
Am 1. April 1927 hatte der benachbarte Gutsbezirk Barnow eine Flächengröße von 1611 Hektar, und am 16. Juni 1925 hatte der Gutsbezirk 267 Einwohner.  Am 30. September 1928 wurde der Gutsbezirk Barnow in die Landgemeinde Alt Kolziglow eingegliedert.
Anfang der 1930er Jahre hatte die Landgemeinde Alt Kolziglow eine Flächengröße von 19,4 km². Innerhalb der Gemeindegrenzen standen zusammen 73 bewohnte Wohnhäuser an sechs verschiedenen Wohnstätten:
1. Alt Kolziglow
2. Bahnhof Barnow
3. Barnow
4. Barnower Mühle
5. Bertahof
6. Krampnitz I u. II

Um 1935 gab es in Alt Kolziglow unter anderem zwei Gasthöfe, eine Apotheke, zwei Bankgeschäfte, drei Baugeschäfte, sechs Gemischtwarenläden, eine Gärtnerei, zwei Bäckereien, zwei Metzgereien, zwei Mühlen, eine Klempnerei, zwei Schlossereien, vier Schmieden, eine Stellmacherei, zwei Tischlereien, eine Wagrenradfabrik und eine Reihe weiterer Handwerksbetriebe, Dienstleister und Einzelhändler.
1938 wurde die Gemeinde Reddies in die Gemeinde Alt Kolziglow eingemeindet. Im Jahr 1939 hatte die Landgemeinde 1475 Einwohner.
Anfang März 1945 wurde Alt Kolziglow von der Roten Armee eingenommen und anschließend von der Sowjetunion der Volksrepublik Polen zur Verwaltung überlassen. Die Bevölkerung war zum größten Teil vor dem Eintreffen der Roten Armee geflohen, kehrte aber im März 1945 zunächst wieder zurück. Nach der Getreideernte 1945 verdrängten polnische Zuwanderer die deutsche Bevölkerung aus ihren Wohnungen und eigneten sich die Bauernhöfe einschließlich des Inventars an. Sie ließen die deutschen Bewohner noch einige Zeit für sich arbeiten. In dem Zeitraum vom Herbst 1945 bis Herbst 1947 wiesen die polnischen Behörden die deutsche Bevölkerung aus. Insgesamt verloren im Zusammenhang mit Flucht und Vertreibung 53 Zivilpersonen aus der Gemeinde Alt Kolziglow ihr Leben.
Seit dem 26. November 2005 besteht zwischen der Landgemeinde Kołczygłowy und der Stadt Rethem (Aller) in Niedersachsen (Deutschland) ein Partnerschaftsverhältnis.

### Einwohnerentwicklung
| Jahr | Einwohnerzahl | Quelle |
| ---- | ------------- | ------ |
| 1812 | 77            | [ 8 ]  |
| 1817 | 82            | [ 8 ]  |
| 1843 | 180           | [ 8 ]  |
| 1871 | 333           | [ 8 ]  |

| Jahr | Einwohnerzahl | Quelle |
| ---- | ------------- | ------ |
| 1885 | 375           | [ 8 ]  |
| 1905 | 421           | [ 8 ]  |
| 1925 | 512           | [ 8 ]  |
| 1933 | 840           | [ 9 ]  |

| Jahr | Einwohnerzahl | Quelle |
| ---- | ------------- | ------ |
| 1939 | 1.475         | [ 10 ] |
|      |               |        |
|      |               |        |
|      |               |        |

## Kirche

### Pfarrkirche

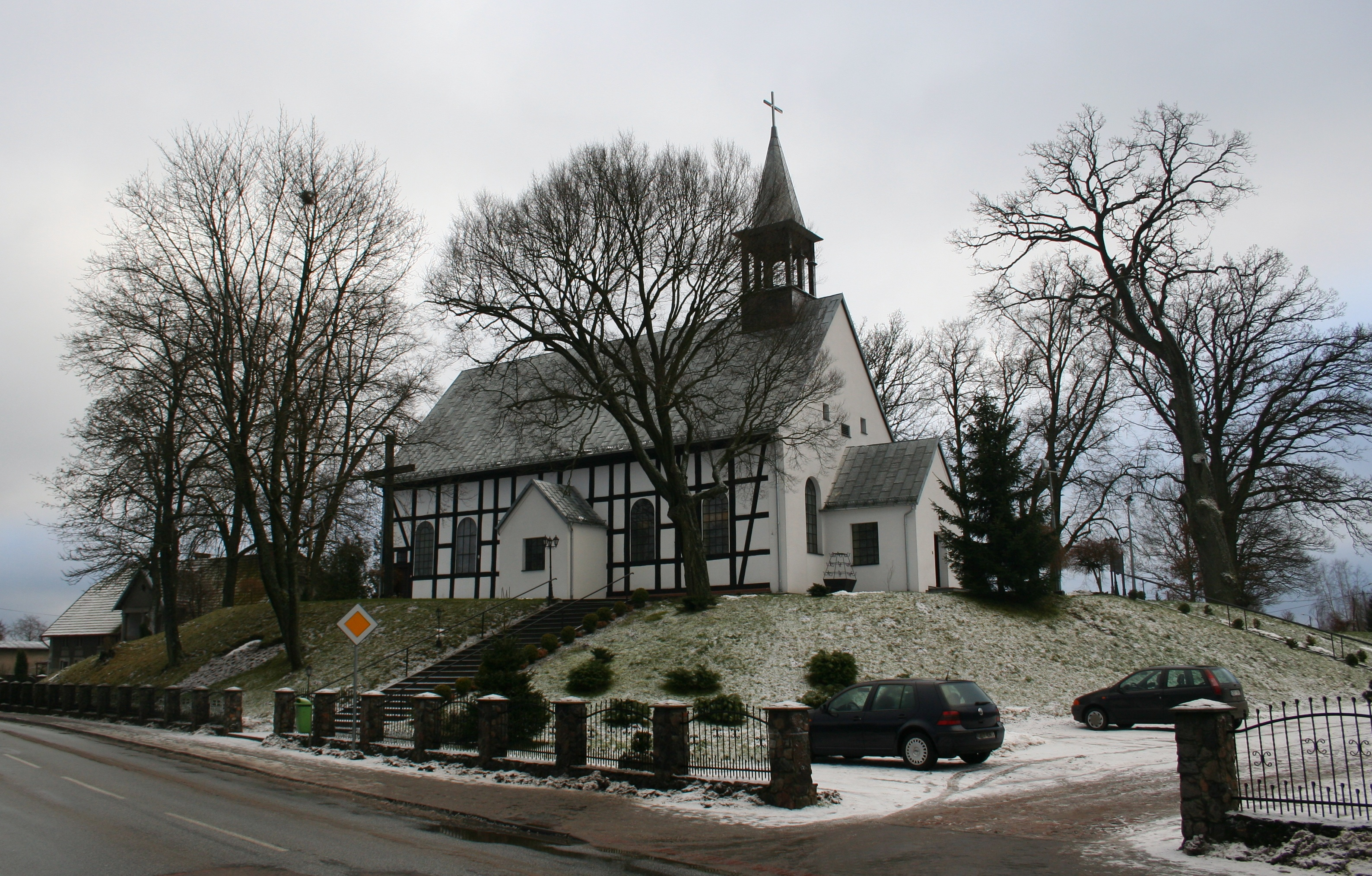
Fachwerk-Kirche in Alt Kolziglow

Das Gründungsjahr der ersten Alt Kolziglower Kirche ist nicht bekannt, doch wird es in vorreformatorischer Zeit liegen. 1766 erwägt man den Neubau einer Kirche. 1821 wird bemerkt, dass das Kirchengebäude gänzlich baufällig sei. Die Patrone erklären sich zum notwendigen Bau bereit, und im Jahre 1823 wird das neue Gebäude errichtet, eine weiträumige helle Fachwerkkirche. Im Innern stand ein Kanzelaltar, in dem in der zweiten Hälfte des 18. Jahrhunderts ein Altaraufsatz von 1600 eingebaut worden war.
Nach 1945 wurde das Kirchengebäude zugunsten der Römisch-katholischen Kirche in Polen zwangsenteignet.
Die Dorfkirche brannte im Jahre 2001 im Inneren aus. In den folgenden Jahren wurde sie wiederhergestellt und hat eine neue Innenausstattung erhalten, die einer sehr modernen Kunstauffassung entspricht. Im Eingangsbereich der Kirche befindet sich ein Bronzerelief, das an die Trauung von Otto von Bismarck (Schönhausen (Elbe)/Kniephof) mit Johanna von Puttkamer (Reinfeld) am 28. Juli 1847 in dieser Kirche erinnert.

### Kirchspiel/Pfarrei bis 1945
Alt Kolziglow war bis 1945 Pfarrsitz für das evangelische Kirchspiel Alt Kolziglow, dem die beiden Kirchengemeinde Alt Kolziglow und Lubben (heute polnisch: Łubno) zugeordnet waren. Insgesamt waren 29 Ortschaften eingepfarrt:
- Alt Kolziglow: Barnow (Barnowo), Neu Kolziglow (Kołczygłówki), Reddies (Radusz), Reinfeld B (Barnowiec) und Versin (Wierszyno),
- Lubben: Alt Latzig (Laski), Antonswalde (Każmierzewo), Barkotzen (Barkocin), Charlottenthal (Wądół), Franzdorf (Witanowo), Jassonke (Jasionka), Lindenbusch (Przyborze), Louisenhof (Roklewo), Neufeld (Zagony), Polter Mühle (Koryto), Seehof (Łobzowo), Sophienthal (Miłobądź) und Wolschewitz (Olszewiec).

Der Bestand an Kirchenbüchern reichte bis 1645 zurück.
Das Kirchspiel zählte 1940 insgesamt 3685 Gemeindeglieder, von denen 2367 zur Kirchengemeinde Alt Kolziglow und 1318 zur Kirchengemeinde Lubben gehörten.
Bis 1871 war Alt Kolziglow für längere Zeit Sitz eines eigenen Kirchenkreises, der jedoch aufgelöst wurde. Danach gehörte es zum Kirchenkreis Bütow (Bytów) im Ostsprengel der Kirchenprovinz Pommern der Kirche der Altpreußischen Union. Das Kirchenpatronat hatten zuletzt die Rittergutsbesitzer von Puttkamer (Barnow), Graf von Bismarck (Reinfeld), Freiherr von Puttkamer (Lubben) und die Teilbesitzer des ehemaligen Rittergutes Lindenbusch inne.
Bedeutsam für Kirche und Ort Alt Kolziglow war das 1899 geschaffene Krüppel- und Pflegeheim, dessen Stifterin die Pfarrwitwe Elisabeth Trantow geborene von Wietersheim war. 
Das katholische Kirchspiel war in Rummelsburg i. Pom.

### Kirchspiel seit 1946
Die hier seit 1945 und Vertreibung der Einheimischen lebende polnische Bevölkerung ist überwiegend römisch-katholischer Konfession. Die beschlagnahmte Dorfkirche wurde auf den Namen Kościół Chrystusa Króla (Christkönigskirche) umgeweiht. Hier besteht nun eine Pfarrei, die dem Dekanat Bytów im Bistum Pelplin der Katholischen Kirche in Polen zugeordnet ist. 
Die evangelischen Gemeindeglieder werden vom Pfarramt in Słupsk (Stolp) in der Diözese Pommern-Großpolen der Evangelisch-Augsburgischen Kirche in Polen betreut werden.

## Verkehr
Durch den Ort führt die Woiwodschaftsstraße 209 (droga wojewódzka 209) mit Anschluss an die Landesstraße 21 Słupsk–Miastko. 
Zwischen 1883 und 1993 war Kołczygłowy mit der Station Kołczygłówki an die jetzt stillgelegte Bahnstrecke Lipusz–Korzybie (Lippusch–Zollbrück) angeschlossen.

## Persönlichkeiten
- Czesław Lang (* 1955 in Kołczygłowy), Radrennfahrer und -direktor